# Der Raub der Sabinerinnen (1962)
Der Raub der Sabinerinnen ist ein mexikanischer Sandalenfilm aus dem Jahr 1962 über die römische Legende des Raubes der Sabinerinnen in der Gründungszeit Roms.

## Handlung
Als Remus die Führung der neuen Siedlung Rom durch seinen Bruder Romulus nicht akzeptiert, wird er von diesem getötet. Während Rom wächst und langsam erblüht, plagt Romulus die Tatsache, dass unter Roms Bewohnern keine Frauen sind, die Kinder gebären, wodurch die Siedlung zur langsamen Vergreisung und letztlich zum Sterben verdammt ist. Romulus schickt daher seinen Getreuen Hostus aus, um in den umliegenden Dörfern Frauen anzuwerben, sich in Rom niederzulassen.
Hostus zieht es zum Volk der Sabiner, dessen König Titus das Ansinnen von Romulus ablehnt: Wenn sabinische Frauen Rom betreten, dann nur als Händlerinnen auf dem Markt. Romulus ist verärgert über die Ablehnung und entscheidet sich für eine List. Er veranstaltet ein großes Volksfest in Rom, zu dem auch die Sabiner eingeladen werden. Romulus lässt junge sabinische Frauen von seinen Männern ergreifen, die sich die ihnen Liebsten nehmen. Romulus wählt sich die Sabiner-Prinzessin Hersilia, Hostus ihre temperamentvolle Schwester Rhea. Während einige Römer versuchen, gut und freundlich zu den erbeuteten Frauen zu sein, werden andere Frauen vergewaltigt. Romulus lässt die Täter auspeitschen. 
Die Sabiner schwören Rache für die Entführung ihrer Töchter. Einen ersten Angriff können die Römer abwehren, doch zwei Jahre später bereitet König Titus einen Großangriff vor. In dieser Zeit haben einige der Sabinerinnen ihren römischen Männern bereits Kinder geboren. Als der Angriff auf Rom erfolgt, werden die Frauen in den Kornspeicher eingesperrt, während draußen ihre Väter und Brüder gegen ihre römischen Männer kämpfen. Schließlich gelingt es den Frauen, sich zu befreien, und sie laufen in die kämpfende Schar hinein und trennen schließlich die Männer voneinander.

## Veröffentlichung
In den USA erschien der Film unter den Titeln The Rape of the Sabines und The Shame of the Sabine Women. In der Werbekampagne wurde auf Postern  mit Sprüchen wie „Ich will eure Frauen! Enthüllt... eine der schwärzesten Seiten der Menschheitsgeschichte - Die Versklavung der Sabinerinnen. Die Hölle, die nur eine Frau kennen kann“ geworben.